# Ilsinho
Ilson Pereira Dias Júnior, plus connu en tant qu'Ilsinho (né le 12 octobre 1985 à São Paulo (SP, Brésil), est un footballeur international brésilien jouant au poste de milieu droit.

## Biographie

### En club
Ilsinho commence sa carrière de footballeur en 2006 avec l'Esportiva Palmeiras, avant d'être transféré à São Paulo plus tard dans l'année, pour remplacer Cicinho, parti au Real Madrid.
En juillet 2007, le Chakhtar Donetsk dépense plus de dix millions d'euros pour le recruter.
À la fin de la saison 2010, il arrive en fin contrat. Étant en conflit avec son club, il décide de signer au Brésil. Il rejoint donc, le 4 septembre 2010, son ancien club du São Paulo FC. Un an plus tard, il rejoint le SC Internacional.
En janvier 2012, il retourne au Chakhtar Donetsk et signe un contrat de trois ans et demi.
Il annonce son retrait du football professionnel le 9 mars 2022.

### En sélection
Le 8 mars 2007, il est appelé pour la première fois en Équipe du Brésil de football pour jouer les matchs amicaux contre le Chili et le Ghana et inaugure sa première sélection contre cette équipe le 27 mars 2007. 

## Titres
São Paulo FC
- Champion du Brésil en 2006.

 Chakhtar Donetsk
- Vainqueur de la Coupe UEFA en 2009.
- Champion d'Ukraine en 2008, 2010, 2012, 2013 et 2014.
- Vainqueur de la Coupe d'Ukraine en 2008, 2012 et 2013.
- Vainqueur de la Supercoupe d'Ukraine en 2008, 2012 et 2014.

 Union de Philadelphie
- Vainqueur du Supporters' Shield en 2021.
- Finaliste de la Coupe des États-Unis en 2018.

Distinctions personnelles
- « Ballon d'argent brésilien » en 2006.